# Adaejah Hodge
Adaejah Hodge (Tortola, 13 maggio 2006) è una velocista anglo-verginiana, primatista nazionale dei 100 metri piani e dei 200 metri piani indoor.

## Biografia
Figlia di Tommy Asinga, (che ha corso gli 800 m piani per il Suriname), e di Ngozi Mwanamwambwa, (velocista zambiana), è nata in Georgia negli Stati Uniti d'America.
Il 13 marzo 2023 ha stabilito con 22"33 il record mondiale under 20 oltre che il record nazione anglo-verginiano nei 200 metri piani, diventando la 7° atleta più veloce nella specialità.
Ad agosto partecipa ai mondiali a Budapest in Ungheria nei 200 metri piani, stabilendo, con 22"82, il record personale in batteria, prima di venir eliminata in semifinale.

## Record nazionali
Seniores
- 100 metri piani: 11"11 ( Lubbock, 29 aprile 2023)
- 200 metri piani indoor: 22"33 ( Boston, 12 marzo 2023)

## Progressione

### 100 metri piani
| Stagione | Misura | Luogo      | Data      | Rank. Mond. |
| -------- | ------ | ---------- | --------- | ----------- |
| 2023     | 11"11  | Lubbock    | 29-4-2023 |             |
| 2022     | 11"29  | Kingston   | 16-4-2022 |             |
| 2021     | 11"83  | Marietta   | 22-5-2021 |             |
| 2019     | 11"91  | Greensboro | 3-8-2019  |             |

### 200 metri piani
| Stagione | Misura | Luogo      | Data      | Rank. Mond. |
| -------- | ------ | ---------- | --------- | ----------- |
| 2023     | 22"82  | Budapest   | 23-8-2023 |             |
| 2022     | 23"25  | Atlanta    | 19-3-2022 |             |
| 2021     | 23"66  | Marietta   | 22-5-2021 |             |
| 2019     | 24"22  | Atlanta    | 20-6-2019 |             |
| 2018     | 24"37  | Greensboro | 28-7-2018 |             |

### 60 metri piani indoor
| Stagione | Misura | Luogo      | Data       | Rank. Mond. |
| -------- | ------ | ---------- | ---------- | ----------- |
| 2022/23  | 7"27   | Boston     | 11-3-2023  |             |
| 2021/22  | 7"56   | Birmingham | 23-1-2022  |             |
| 2019/20  | 7"83   | Birmingham | 21-12-2019 |             |
| 2018/19  | 7"88   | Birmingham | 29-12-2018 |             |

### 200 metri piani indoor
| Stagione | Misura | Luogo      | Data       | Rank. Mond. |
| -------- | ------ | ---------- | ---------- | ----------- |
| 2022/23  | 22"33  | Boston     | 13-3-2023  |             |
| 2021/22  | 24"30  | Columbia   | 18-2-2022  |             |
| 2018/19  | 25"53  | Birmingham | 29-12-2018 |             |

## Palmarès
| Anno | Manifestazione  | Sede     | Evento      | Risultato  | Prestazione | Note        |
| ---- | --------------- | -------- | ----------- | ---------- | ----------- | ----------- |
| 2023 | Mondiali        | Budapest | 200 m piani | Semifinale | 22"96       | [ 5 ] [ 6 ] |
| 2024 | Giochi olimpici | Parigi   | 200 m piani | Semifinale | 22"70       |             |
| 2024 | Mondiali U20    | Lima     | 100 m piani | Argento    | 11"27       |             |
| 2024 | Mondiali U20    | Lima     | 200 m piani | Oro        | 22"74       |             |

## Altre competizioni internazionali
2022
- Oro ai CARIFTA Games U17 ( Kingston), 100 m piani - 11"29
- Oro ai CARIFTA Games U17 ( Kingston), 200 m piani - 23"42
- Oro ai CARIFTA Games U17 ( Kingston), Salto in lungo - 6,20 m